# Alfonsina Bueno Vela
Alfonsina Bueno Vela (Moros, 26 de gener de 1915 - Tolosa de Llenguadoc, 3 de gener de 1979) va ser una obrera tèxtil aragonesa, militant antifeixista. Exiliada a França després de la Guerra Civil espanyola, va col·laborar amb la Resistència francesa. Va ser detinguda pels nazis i deportada al camp de concentració de Ravensbruck. Va sobreviure a l'Holocaust.

## Biografia
Alfonsina Bueno Vela (Moros, Saragossa, 26 de gener de 1915 - , era filla de Miguel Bueno, anarquista molt actiu a la comarca del Berguedà, i de la seva segona esposa. Ben joveneta va entrar a treballar a la fàbrica Hilados Asensio S.A, coneguda com «Ca l'Asensio» o la «fàbrica del canal», on va conèixer Josep Ester Borràs i van començar una relació amorosa. L'octubre de 1931, s'assabenta que està embarassada; tot i que cap dels dos volia tenir un fill aleshores, no va interrompre l'embaràs i la parella es va casar el 9 de gener de 1932. El 3 de juny van tenir una nena, a qui van posar de nom Àngela, que era el nom de la seva àvia materna.
Exiliats a França després de la Guerra Civil espanyola, el juliol de 1940, Alfonsina Bueno, el seu pare i el seu marit van unir-se a la Resistència francesa contra el nazisme en el grup que dirigia Francisco Ponzán, format per anarquistes aragonesos i catalans. El grup va integrar-se a la xarxa Pat O'Leary, relacionada amb els serveis secrets de diversos països aliats contra el nazisme. Segons el testimoniatge d'Alfonsina Bueno recollit per Neus Català, malgrat que el marit de Bueno s'hagués unit a la Resistència, no volia que ella hi estigués implicada; pensava que era un risc per a ella i per a la seva filla. Malgrat haver d'ocupar-se ella sola de la filla quan el marit va ser internat en el camp de Vernet d'Arièja, sentia la necessitat de participar en la Resistència. Amb la nena, va instal·lar-se en una casa de Banyuls, que ella dirigia, en què s'allotjaven altres membres de la Resistència en espera d'entrar a Espanya. També era un lloc de recepció de material dels aliats. Com altres dones, la seva tasca a la Resistència era diferent a la dels homes; no participaven en la lluita armada, sinó que s'ocupaven del correu, el transport, la intel·ligència i l'allotjament.
Després de Banyuls, Alfonsina Bueno va establir-se a Tolosa, on el 2 de novembre de 1943 va ser detinguda per la Gestapo després que el seu germà Josep (detingut amb el pare a Banyuls, tot i que ell no havia participat en les activitats polítiques de la família), revelés, sota tortura, l'adreça d'ella a Tolosa. Primer van internar-la a la presó de Saint Michel, de Tolosa, des d'on van deportar-la al camp de Ravensbruck, amb el número de presonera 37884. Allà, junt amb altres moltes dones, va ser sotmesa al «mètode Clauberg» d'esterilització, ideat pel ginecòleg Carl Clauberg per impedir que les dones poguessin reproduir-se, però que els seus cossos poguessin seguir sent aptes per al treball. Consistia a injectar, a les trompes de Fal·lopi de nenes i dones, un líquid càustic que les inflamava i segellava i els causava una infertilitat permanent.
El març de 1945 els alemanys van evacuar el camp de Ravensbruck i les internes van ser traslladades a Mauthausen, on Alfonsina Bueno va arribar el 7 de març junt amb altres dones republicanes, entre les quals, Angelita Martínez, Carlota García, Herminia Martorell, Rosita de Silva o Carmen Zapater. A Mauthausen va poder trobar-se amb el seu marit. El 22 d'abril de 1945 van ser evacuats de Mauthausen per la Creu Roja i, a través de Suïssa, van ser retornats a França.
L'any 1947 la parella va separar-se; ella va quedar-se a Tolosa i ell va marxar a París.
Alfonsina Bueno va morir a Tolosa de Llenguadoc el 3 de gener de 1979.